# Emerson, Arkansas
Emerson är en kommun (town) i Columbia County i Arkansas. Vid 2010 års folkräkning hade Emerson 368 invånare.